# احمد افغان
احمد افغان (۲۶ بهمن ۱۳۴۸–؟) کشتی‌گیر اهل ایران بود. وی در مسابقه‌های کشتی آزاد بازی‌های المپیک تابستانی ۱۹۸۸، سئول در وزن ۸۲ کیلوگرم شرکت کرد.
افغان که پس‌از ازدواج در آلمان اقامت داشت در یکی از دیدارهایش در ماکو و حین آموزش کشتی در سالن کشتی این شهر بر اثر سکته درگذشت.